# Wartburgkreis
Wartburgkreis este un Kreis în landul Turingia, Germania. 